# Conocimiento libre
El conocimiento libre es una corriente epistemológica que estudia el origen histórico y el valor del conocimiento considerándolo como un bien público que beneficia a la colectividad en general y debe contribuir con el desarrollo equitativo de la sociedad.

## Fundamentos
El conocimiento ha estado presente desde los principios de la humanidad; dada la técnica como principio formador, que permite la conceptualización de los diversos saberes. Es así, como desde la experiencia previa con los objetos, puedo conceptualizar y aprehender la realidad tanto objetiva como ideática.  Y, conforme avanza el conocimiento;  más la aprehensión y capacidad nutritiva (que entrega este último) tanto para el individuo, como comunidades y sociedades, en definitiva, de la diversidad de culturas, es que  hemos evolucionado como especie.  
El ser humano aprende, enseña y hace uso del conocimiento en la medida de la libertad que tenga para hacerlo. 
El conocimiento es un atributo estrictamente humano que, sin embargo, requiere determinadas condiciones sociales y amplios espacios de libertad para su generación, aprendizaje, interiorización, sistematización, transmisión y aplicación. Así, de acuerdo con la UNESCO, el elemento central de las Sociedades del Conocimiento es la “capacidad para identificar, producir, tratar, transformar, difundir y utilizar la información con vistas a crear y aplicar los conocimientos necesarios para el desarrollo humano”.
El conocimiento es libre por naturaleza y puede generarse en soledad, pero solo es fecundo dentro de un contexto social, ya que, para que se pueda transmitir y valorar como un conocimiento válido, tanto para la comunidad científica, matemáticas, religión, filosofía, arte y ciencias sociales, es necesario idear un lenguaje común, que permita la consecución de éste. Por lo tanto, tiene la capacidad intrínseca de adquirir su máximo valor en tanto se transmite y es compartido de forma libre y abierta. Por eso, cuanta más libertad y sociabilidad existe, hay más conocimiento, y por eso, también, es una aberración pretender cosificarlo y hacer de él una mercancía privativa orientada al lucro y la exclusión, en vez de considerarlo un patrimonio colectivo de la humanidad.

## Conocimiento libre y Derechos Humanos
El libre acceso a la información y el conocimiento es un requisito necesario para el goce de derechos humanos fundamentales y para el sostenimiento y progreso de las democracias. Si bien en todos los artículos subyace este prerrequisito, los artículos 19 y 27 de la Declaración Universal de Derechos Humanos (DUDDHH), y el artículo 15 del Pacto Internacional de Derechos Económicos, Sociales y Culturales (PIDESC) son los que expresan en su contenido esta relación de manera más explícita:
Artículo 19 (DUDDHH)
Todo individuo tiene derecho a la libertad de opinión y de expresión; este derecho incluye el no ser molestado a causa de sus opiniones, el de investigar y recibir informaciones y opiniones, y el de difundirlas, sin limitación de fronteras, por cualquier medio de expresión.
Artículo 27 (DUDDHH)
1. Toda persona tiene derecho a tomar parte libremente en la vida cultural de la comunidad, a gozar de las artes y a participar en el progreso científico y en los beneficios que de él resulten.

2. Toda persona tiene derecho a la protección de los intereses morales y materiales que le correspondan por razón de las producciones científicas, literarias o artísticas de que sea autora.
Artículo 15 (PIDESC)
1. Los Estados Partes en el presente Pacto reconocen el derecho de toda persona a:
a) Participar en la vida cultural;
b) Gozar de los beneficios del progreso científico y de sus aplicaciones;
c) Beneficiarse de la protección de los intereses morales y materiales que le correspondan por razón de las producciones científicas, literarias o artísticas de que sea autora.
2. Entre las medidas que los Estados Partes en el presente Pacto deberán adoptar para asegurar el pleno ejercicio de este derecho, figurarán las necesarias para la conservación, el desarrollo y la difusión de la ciencia y de la cultura.
3. Los Estados Partes en el presente Pacto se comprometen a respetar la indispensable libertad para la investigación científica y para la actividad creadora.

4. Los Estados Partes en el presente Pacto reconocen los beneficios que derivan del fomento y desarrollo de la cooperación y de las relaciones internacionales en cuestiones científicas y culturales.

## Libertades del conocimiento libre
Las libertades y derechos con respecto al software libre, se han expandido al terreno del conocimiento, colmando la siguiente noción, muy extendida, de conocimiento libre:
- El conocimiento libre puede ser libremente adquirido y libremente usado, con cualquier propósito y sin necesitar permiso de nadie (libertad 0).
- El conocimiento libre puede adaptarse libremente a las necesidades del adquisidor (libertad 1). El acceso a una fuente modificable del conocimiento es una precondición para ello.
- El conocimiento libre puede compartirse libremente con los demás (libertad 2).
- El conocimiento libre es tal que puede mejorarse y sus versiones adaptadas y mejoradas pueden compartirse libremente con los demás, para que así se beneficie la comunidad entera (libertad 3). El acceso a una fuente modificable del conocimiento es una precondición para ello.

Suele entenderse por contenido o conocimiento abierto aquel que disfruta de las libertades 0 y 2, y eventualmente de las 1 y 3. No debemos confundir este término con el de acceso abierto al conocimiento.
La anterior es sin duda, la máxima expresión del conocimiento libre, otorgándose libertad para ser utilizado, redistribuido, mejorado y compartido. Esto incluye a todos los dominios del saber, y se particulariza en ellos, en situaciones concretas, a través de formalizaciones por escrito de actos «inter vivos» de transmisión de derechos, conocidas popularmente como licencias.
Una licencia de software libre, según el movimiento del software libre, es cualquier licencia de software que respete las cuatro libertades del software libre, enunciadas anteriormente. Una licencia de software de código abierto, según el Movimiento por el Software de Código Abierto, es cualquier licencia de software elaborada según las directrices de software de código abierto de la Open Source Initiative.
Al igual que las libertades y derechos con respecto al software se han expandido al terreno del conocimiento, también lo han hecho las licencias que recogen las cesiones de tales libertades y derechos. Denominaciones frecuentes son las siguientes:
- Licencia abierta (de contenido abierto): toda aquella formalización por escrito, por parte del titular, originario o no, de los derechos de propiedad intelectual de una obra, que recoja necesariamente la cesión explícita en exclusiva, con ámbito territorial mundial y por tiempo ilimitado —esto es, por el período correspondiente a toda la vigencia de los derechos de propiedad intelectual—, de los derechos patrimoniales de reproducción, distribución y comunicación pública de la obra, incluyendo la puesta a disposición interactiva. Las licencias abiertas satisfacen las libertades 0 y 2.
- Licencia semiabierta: limita lo que permite una licencia de contenido abierto al caso único de actos de explotación a título gratuito, sin ninguna finalidad lucrativa.
- Licencia libre: toda aquella licencia de contenido abierto que además recoja la cesión en exclusiva del derecho de transformación. Las licencias libres satisfacen las libertades 0, 1, 2 y 3.
- Licencia semilibre: impone la no cesión exclusiva del derecho de transformación o de alguno de los derechos patrimoniales de reproducción, distribución y comunicación pública, incluyendo la puesta a disposición interactiva, en cuanto a su consideración como derechos de explotación.

Además, para cualquier licencia, quedan reservados todos los derechos no cedidos expresamente en la formalización de la misma, pudiendo el cesionario ejercitar los derechos cedidos en cualquier medio o formato, tangible o intangible, quedando autorizado además a efectuar las modificaciones técnicas precisas para el ejercicio de los derechos cedidos en tales medios y formatos.
De este modo se ha llegado a la noción de obra o contenido abierto (resp. semiabierto, libre o semilibre): toda obra o contenido protegido por una licencia abierta (resp. semiabierta, libre o semilibre).
Así, según la anterior categorización, por ejemplo, cualquier contribución a Wikipedia, al publicarse bajo los términos de la licencia de documentación libre GNU es una obra libre, mientras que una obra publicada bajo la licencia CC Reconocimiento-NoComercial-CompartirIgual (by-nc-sa) de Creative Commons es una obra semilibre. De igual modo, una obra publicada bajo los términos de la CC Reconocimiento-SinObraDerivada (by-nd) es una obra abierta y si está publicada bajo los términos de la CC Reconocimiento-NoComercial (by-nc) es una obra semiabierta.

## Conocimiento libre y bibliotecas
Las bibliotecas son las instituciones que tienen como objetivo principal garantizar el libre acceso a la información, el conocimiento y los bienes culturales para toda la población y para las generaciones futuras. En el año 1999 la IFLA (Federación Internacional de Asociaciones de Bibliotecarios y Bibliotecas) aprobó y dio a conocer la “Declaración de la IFLA sobre las bibliotecas y la libertad intelectual”, en la cual afirma que

- Las bibliotecas proporcionan acceso a la información, a las ideas y a las obras de creación. Sirven como puertas de acceso al conocimiento, el pensamiento y la cultura.

- Las bibliotecas proporcionan un apoyo esencial a la formación continua, a la toma de decisiones independiente y al desarrollo cultural, tanto de los individuos como de los grupos.

- Las bibliotecas contribuyen al desarrollo y el mantenimiento de la libertad intelectual y ayudan a preservar los valores democráticos básicos y los derechos civiles universales.

- Las bibliotecas tienen la responsabilidad de garantizar y de facilitar el acceso a las expresiones del conocimiento y de la actividad intelectual. Con este fin, las bibliotecas deben adquirir, preservar y hacer accesible la más amplia variedad de materiales, que reflejen la pluralidad y la diversidad de la sociedad.
- Las bibliotecas adquirirán, organizarán y difundirán [información y documentación] libremente, y se opondrán a cualquier forma de censura.

- Las bibliotecas harán accesibles a todos los usuarios por igual todos los materiales y los servicios. No habrá discriminación por razón de raza, credo, sexo, edad o por cualquier otro motivo.

## Conocimiento libre y repositorios
Un repositorio digital organiza, almacena, preserva y difunde de manera abierta la producción intelectual resultante de la actividad académica e investigadora de una institución, de acuerdo a una política definida, garantizando el acceso a la información.

## Conocimiento libre y Wikipedia
Wikipedia es una enciclopedia en línea desarrollada en forma voluntaria y colaborativa que tiene como objetivo lograr que cada persona del planeta tenga acceso libre a la suma de todo el saber de la humanidad. Es la mayor y más popular obra de consulta de Internet (de hecho es uno de los sitios web más populares del mundo) y es administrada por la Fundación Wikimedia.

## Conocimiento libre y Sci-Hub
La idea del conocimiento libre y el proyecto Sci-Hub, se puede apreciar en el primero de sus tres pilares publicados en su página web:
Conocimiento para todos
Luchamos contra la desigualdad en el acceso al conocimiento en todo el mundo. El conocimiento científico debe estar disponible para todas las personas, independientemente de sus ingresos, estatus social, ubicación geográfica, etcétera.

¡Nuestra misión es eliminar cualquier barrera que impida la distribución más amplia posible del conocimiento en la sociedad humana!

## Limitaciones al conocimiento libre
Quizás la principal limitación al conocimiento libre sea la propiedad intelectual, que puede definirse como el conjunto de normas y regulaciones que buscan incentivar la invención y la creación artística a través la protección de los derechos morales y materiales de los autores. Estos derechos entran en conflicto con los que consagran el acceso de todas las personas a la información, a la cultura y los beneficios de la ciencia (entre otros), por lo que debe buscarse un punto de equilibrio que garantice cierta protección a los autores y el goce de los derechos antes mencionados.
Las tres principales ramas de la propiedad intelectual en la mayoría de los países son las patentes, las marcas registradas y el derecho de autor o copyright.
La tensión entre la propiedad intelectual y el conocimiento libre (y por ende, el goce de los derechos humanos) aumentó en las últimas décadas, al entrar en vigencia acuerdos multilaterales que en términos generales restringieron el acceso al conocimiento libre en la mayoría de los países, principalmente por el aumento del plazo en el cual las obras están protegidas por derechos de autor (previo a la entrada en el dominio público). Algunos autores afirman que con el paso del tiempo las leyes de propiedad intelectual han perdido su propósito original (fomentar la creatividad, la invención y la democracia) y se han privilegiado los beneficios de los productores (de información, conocimiento y arte) en detrimento de los usuarios y consumidores.